# ATC kód C03
ATC kód C03 Diuretika je hlavní terapeutická skupina anatomické skupiny C. Kardiovaskulární systém.

## C03A Diuretika s nižším účinkem, thiazidy

### C03AA Thiazidy samotné
C03AA03 Hydrochlorothiazid

## C03B Jiná diuretika s nižším účinkem, kromě thiazidů

### C03BA Sulfonamidy, samotné
C03BA Sulfonamidy, prosté
C03BA04 Chlortalidon
C03BA11 Indapamid

## C03C Diuretika s vysokým účinkem

### C03CA Sulfonamidy, samotné
C03CA01 Furosemid

## C03D Kalium šetřící diuretika

### C03DA Antagonisté aldosteronu
C03DA01 Spironolakton
C03DA02 Kanrenoát draselný
C03DA04 Eplerenon

### C03DB Jiná kalium šetřící diuretika
C03DB01 Amilorid

## C03E Diuretika a kalium šetřící diuretika v kombinaci

### C03EA Diuretika s nižším účinkem a kalium šetřící diuretika
C03EA01 Hydrochlorothiazid a kalium šetřící látky
C03EA06 Chlorthalidon a kalium šetřící látky

## Poznámka
- Registrované léčivé přípravky na území České republiky.
- Informační zdroj: Státní ústav pro kontrolu léčiv, Všeobecná zdravotní pojišťovna.